# Lijst van Thaise ministers van Buitenlandse Zaken
Dit is een overzicht van de ministers van Buitenlandse Zaken van Thailand.
| Periode                              | Minister                          |
| ------------------------------------ | --------------------------------- |
| 10 december 1932 - 24 juni 1933      | Phya Srivisaravaja                |
| 1 september 1933 - 22 september 1934 | Phya Abhibanrajamaitri            |
| 22 september 1934 - 1 augustus 1935  | Phya Phaholphonphayuhasena        |
| 1 augustus 1935 - 12 februari 1936   | Phya Srisena                      |
| 12 februari 1936 - 21 december 1938  | Pridi Banomyong                   |
| 21 december 1938 - 14 juli 1939      | Chao Phya Sridharmadhibes         |
| 14 juli 1939 - 22 augustus 1941      | Plaek Pibulsongkram (1e keer)     |
| 22 augustus 1941 - 15 december 1941  | Direk Jayanama (1e keer)          |
| 15 december 1941 - 19 juni 1942      | Plaek Pibulsongkram (2e keer)     |
| 19 juni 1942 - 20 oktober 1943       | Wichit Wichitwathakan             |
| 20 oktober 1943 - 2 augustus 1944    | Direk Jayanama (2e keer)          |
| 2 augustus 1944 - 19 september 1945  | Srisena Sampatisiri               |
| 19 september 1945 - 24 maart 1946    | Seni Pramoj                       |
| 24 maart 1946 - 6 februari 1947      | Direk Jayanama (3e keer)          |
| 6 februari 1947 - 31 mei 1947        | Thawan Thamrongnawasawat          |
| 31 mei 1947 - 11 november 1947       | Arthakitti Banomyong              |
| 11 november 1947 - 15 april 1948     | Phya Srivisaravaja                |
| 15 april 1948 - 28 juni 1949         | M.C. Priditheppong Devakul        |
| 28 juni 1949 - 13 oktober 1949       | Plaek Pibulsongkram (3e keer)     |
| 13 oktober 1949 - 1 maart 1950       | Pote Sarasin                      |
| 1 maart 1950 - 28 maart 1952         | Warakan Bancha                    |
| 28 maart 1952 - 10 februari 1959     | Prince Wan Waithayakon            |
| 10 februari 1959 - 26 november 1971  | Thanat Khoman                     |
| 26 november 1971 - 16 oktober 1973   | Thanom Kittikachorn               |
| 16 oktober 1973 - 21 februari 1975   | Charunphan Isarangkun Na Ayuthaya |
| 21 februari 1975 - 17 maart 1975     | Bhichai Rattakul (1e keer)        |
| 17 maart 1975 - 21 april 1976        | Chatichai Choonhavan              |
| 21 april 1976 - 22 oktober 1976      | Bhichai Rattakul (2e keer)        |
| 22 oktober 1976 - 11 februari 1980   | Upadit Pachariyangkun             |
| 11 februari 1980 - 26 augustus 1990  | Siddhi Savetsila                  |
| 26 augustus 1990 - 14 december 1990  | Subin Pinkayan                    |
| 14 december 1990 - 23 februari 1991  | Arthit Ourairat                   |
| 6 maart 1991 - 17 april 1992         | Arsa Sarasin (1e keer)            |
| 17 april 1992 - 18 juni 1992         | Pongpol Adireksarn                |
| 18 juni 1992 - 29 september 1992     | Arsa Sarasin (2e keer)            |
| 29 september 1992 - 25 oktober 1994  | Prasong Soonsiri                  |
| 25 oktober 1994 - 16 februari 1995   | Thaksin Shinawatra                |
| 16 februari 1995 - 18 juli 1995      | Krasae Chanawongse                |
| 18 juli 1995 - 28 mei 1996           | Kasem S. Kasemsri                 |
| 28 mei 1996 - 1 december 1996        | Amnuay Viravan                    |
| 1 december 1996 - 14 november 1997   | Prachuab Chaiyasan                |
| 14 november 1997 - 18 februari 2001  | Surin Pitsuwan                    |
| 18 februari 2001 - 11 maart 2005     | Surakiart Sathirathai             |
| 11 maart 2005 - 18 september 2006    | Kantathi Suphamongkhon            |
| 18 september 2006 - 6 februari 2008  | Nitya Pibulsonggram               |
| 6 februari 2008 - 23 juli 2008       | Noppadon Pattama                  |
| 26 juli 2008 - 3 september 2008      | Tej Bunnag                        |
| 7 september 2008 - 9 september 2008  | Saroj Chavanaviraj                |
| 24 september 2008 - 2 december 2008  | Sompong Amornvivat                |
| 20 december 2008 - 9 augustus 2011   | Kasit Piromya                     |
| 9 augustus 2011 - 30 augustus 2014   | Surapong Tovichakchaikul          |
| 30 augustus 2014 - 19 augustus 2015  | Tanasak Patimapragorn             |
| 19 augustus 2015 - 1 september 2023  | Don Pramudwinai                   |
| 1 september 2023 - 30 april 2024     | Parnpree Bahiddha-Nukara          |
| sinds 30 april 2024                  | Maris Sangiampongsa               |